# Station Knaresborough
Knaresborough is een spoorwegstation van National Rail in Knaresborough, Harrogate in Engeland. Het station is eigendom van Network Rail en wordt beheerd door Northern Rail. Het station is geopend in 1848.

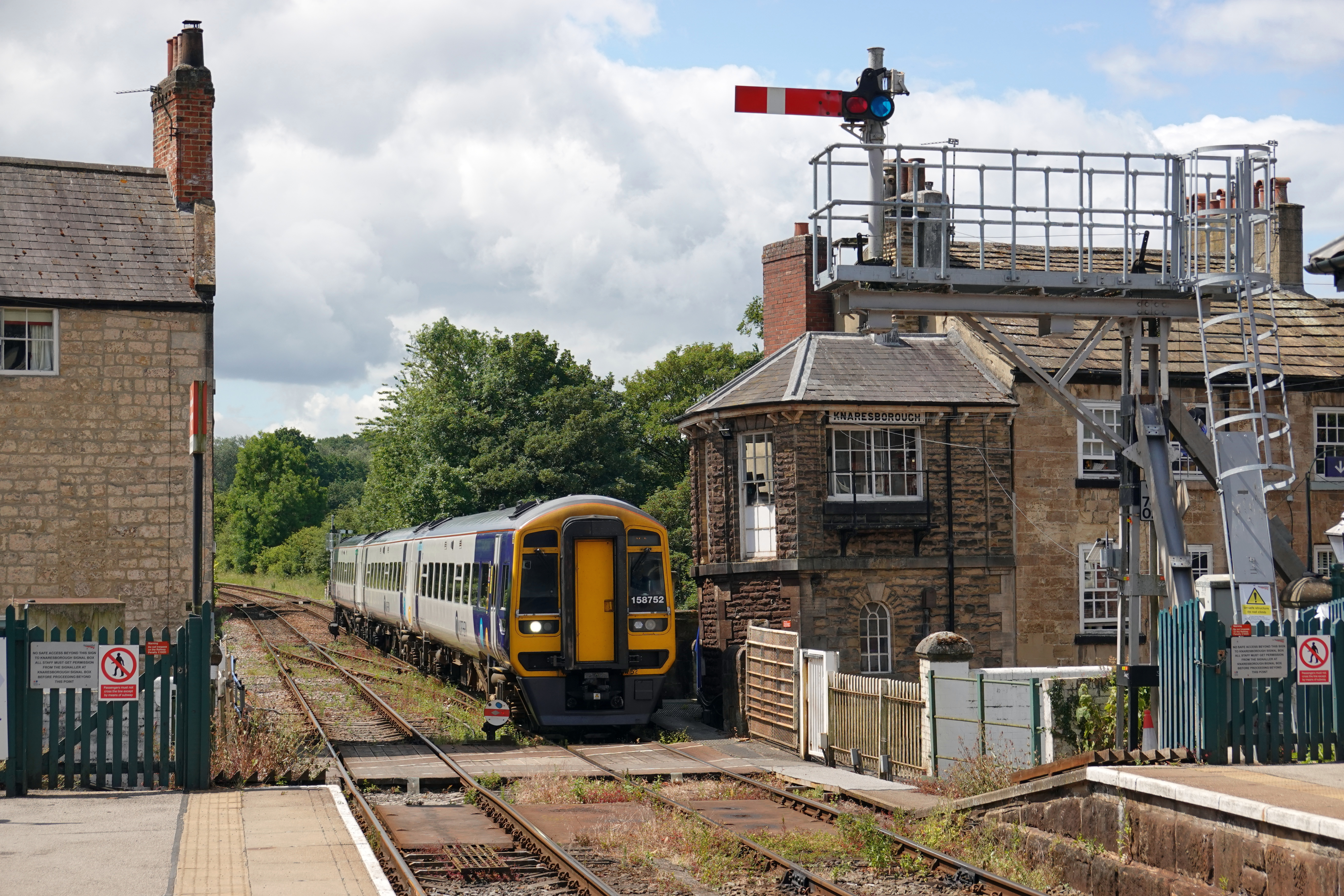
Seinhuis met armsein, 2023